# Alexander Eisenach
Alexander Eisenach (* 1984 in Ost-Berlin) ist ein deutscher Theaterregisseur und Autor. Seine Arbeiten werden am Schauspiel Frankfurt, Düsseldorfer Schauspielhaus, Theater Bonn, Schauspiel Hannover und am Schauspielhaus Graz aufgeführt.

## Biografie
Eisenach studierte Theaterwissenschaft und Germanistik in Leipzig und Paris. Seine ersten Regiearbeiten machte er als Regieassistent am Central Theater Leipzig unter Sebastian Baumgarten, Sebastian Hartmann, Martin Laberenz und Robert Borgmann und war beteiligt an der Inszenierung von Joseph Conrads Herz der Finsternis.
Unter Intendant Oliver Reese kam Alexander Eisenach 2013 ans neugegründete Regiestudio des Schauspiels Frankfurt, dessen Ziel es war junge Theaterautoren zu fördern.
Es entstanden die Arbeiten Wälsungenblut nach Thomas Mann, Fauser, mon amour nach Der Schneemann von Jörg Fauser, sowie Das Leben des Joyless Pleasure als eigene Arbeit.
Als freier Regisseur inszenierte Eisenach unter anderem seinen eigenen Text Der Kalte Hauch des Geldes in den Kammerspielen des Schauspiel Frankfurt, sowie Planet Magnon von Leif Randt am Düsseldorfer Schauspielhaus.
Zwischen 2016 und 2019 war Eisenach Hausregisseur unter der Intendanz von Lars-Ole Walburg am Schauspiel Hannover. Seit der Spielzeit 2023/2024 ist er Hausregisseur am Residenztheater (München).

## Auszeichnungen
- 2016 Kurt-Hübner-Regiepreis für die Inszenierung von Der kalte Hauch des Geldes am Schauspiel Frankfurt[7]

## Inszenierungen
- Waldgänger (2011), Centraltheater Leipzig (Foyer), Regie
- Herz der Finsternis (2012), Centraltheater Leipzig (Skala), Regie
- Schwarztaxi Inside (2013), Centraltheater Leipzig (Hinterbühne), Regie u. Text
- Nostalghia (2013), Centraltheater Leipzig (Arena), Regie u. Text
- Wälsungenblut (2013), Schauspiel Frankfurt (Box), Regie
- Fauser, Mon Amour (2014), Schauspiel Frankfurt (Box), Regie u. Text
- Das Leben des Joyless Pleasure (2014), Schauspiel Frankfurt (Kammerspiele), Regie u. Text
- Das Spiel ist aus (2015), Schauspiel Frankfurt (Kammerspiele), Regie
- Wir sind Günter Wallraff (2015), Schauspiel Hannover (Cumberlandsche Bühne), Regie u. Text
- George Kaplan (2015), Schauspiel Frankfurt (Kammerspiele), Regie
- Geächtet (2016), Theater am Neumarkt Zürich, Regie
- Frequenzen (2016), Schauspielhaus Graz, Regie[8]
- Planet Magnon (2016), Düsseldorfer Schauspielhaus, Regie[9]
- Der Kalte Hauch des Geldes (2016), Schauspiel Frankfurt (Kammerspiele), Regie u. Text[10]
- Die Gerechten (2017), Schauspiel Hannover (Cumberlandsche Bühne), Regie[11]
- Hedda Gabler (2018), Schauspiel Hannover, Regie[12]
- Räuber-Ratten-Schlacht (2019), Schauspiel Hannover, Regie[13]
- Don Karlos (2019), Düsseldorfer Schauspielhaus, Regie[14]
- Vernon Subutex (2019), Schauspielhaus Graz, Regie[15]
- Felix Krull – Stunde der Hochstapler (2019), Berliner Ensemble, Regie[16]
- Der Große Kunstraub – DGKR (2022), Schauspiel Frankfurt (Bockenheimer Depot), Regie